# Jaroslav Kratochvíl
Jaroslav Kratochvíl (ur. 1 maja 1901 w Przemyślu, zm. 5 kwietnia 1984 w Železným Brodzie) – czeski przedsiębiorca i polityk, minister przemysłu i handlu Protektoratu Czech i Moraw w latach 1940–1942.

## Życiorys
Urodził się w Przemyślu, w rodzinie zawodowego żołnierza c.k. Armii. W wieku kilku lat wraz z rodziną przeprowadził się do Wiednia, a w 1908 roku zamieszkał w Pradze. Po maturze rozpoczął studia na Wydziale Prawa Uniwersytetu Karola. Podczas studiów pracował w Ministerstwie Spraw Zagranicznych Czechosłowacji, pomagając w tłumaczeniu traktatów międzynarodowych.
Po ukończeniu studiów, w 1923 roku rozpoczął pracę jako urzędnik. W 1924 roku objął stanowisko sekretarza w związku czechosłowackich właścicieli kopalń, publikował także artykuły o gospodarce do różnych czechosłowackich gazet. Wkrótce po zajęciu Czechosłowacji przez III Rzeszę został wicedyrektorem związku. W lutym 1940 roku, po rezygnacji Vlastimila Šádka został mianowany ministrem przemysłu i handlu w rządzie Aloisa Eliáša i urząd ten pełnił do powołania rządu Jaroslava Krejčíego w styczniu 1942. 
W 1944 roku proponowano mu wstąpienie do Czeskiej Ligi przeciw Bolszewizmowi, jednak odmówił, po wojnie tłumacząc to swoim podziwem dla działań Armii Czerwonej. W sierpniu 1944 roku został aresztowany przez Niemców w związku z jego kontaktami z czechosłowackim ruchem oporu. W więzieniu zachorował na błonicę, dzięki czemu uniknął postawienia przed sądem i koniec wojny spędził w szpitalu.
Szpital opuścił w sierpniu 1945 roku i powrócił do pracy w zarządzie przedsiębiorstwa Carbonia. Po II wojnie światowej prowadzono przeciwko niemu śledztwo w sprawie kolaboracji, nie postawiono mu jednak żadnych zarzutów. Po zamachu stanu w 1948 roku Carbonia została znacjonalizowana i musiał opuścić jej zarząd, przeniósł się następnie do wsi Vrát pod Železným Brodem, gdzie znalazł pracę jako doradca w tamtejszym zrzeszeniu szklarzy. 
W 1952 roku został zatrzymany przez StB i oskarżony o zdradę i przygotowywanie zamachu stanu, ostatecznie spędził w więzieniu 7 lat i został zwolniony w 1959 roku. Po zwolnieniu pracował jako magazynier i jego rodzina borykała się z poważnymi problemami finansowymi, musiał także spłacać długi z tytułu kosztów poniesionych przez państwo podczas jego uwięzienia. Po spłacie długów przeszedł na emeryturę, zmarł w odosobnieniu w 1984 roku.